# Бенедикт XIII
Бенеди́кт XIII (лат. Benedictus XIII PP., в миру П'єтро Франческо (Вінченцо Марія) Орсіні де Гравіна, італ. Pietro Francesco (Vincenzo Maria) Orsini de Gravina; 2 лютого 1649 — 21 лютого 1730) — Папа Римський з 29 травня 1724 по 21 лютого 1730.
П'єтро Франческо (Вінченцо Марія) Орсіні народився 2 лютого 1649 року у місті Гравіна-ін-Пулья, походив з давнього герцогського роду. Вступив у орден домініканців. В 1672 Климент X призначив його кардиналом і єпископом Сіпонто, в 1680 — єпископом Чезени, а в 1686 — єпископом Беневенто.